# Латмия
Латми́я или Латми́ят — ритуал Мухаррама, выражающий скорбь с помощью стихов с ударами в грудь, обычно совершаемый мусульманами-шиитами. Латмия может также включать хлопки в ладоши, которые выражают радость, в то время как удары в грудь выражают печаль. Латмии часто совершаются в память о мученической смерти Хусейна ибн Али, внука исламского пророка Мухаммеда.
Латмии являются частью Траура Мухаррама, который представляет собой набор ритуалов, посвящённых битве при Кербеле (680 г. н.э.) и мученической смерти Хусейна ибн Али от рук Убайдуллаха ибн Зияда.